# العلاقات البنينية الكوستاريكية
العلاقات البنينية الكوستاريكية هي العلاقات الثنائية التي تجمع بين بنين وكوستاريكا.

## مقارنة بين البلدين
هذه مقارنة عامة ومرجعية للدولتين:
| وجه المقارنة                                              | بنين            | كوستاريكا                                 |
| --------------------------------------------------------- | --------------- | ----------------------------------------- |
| المساحة (كم2)                                             | 114.76 ألف      | 51.10 ألف                                 |
| عدد السكان (نسمة)                                         | 11.18 مليون     | 4.91 مليون                                |
| الكثافة السكانية (ن./كم²)                                 | 97.42           | 96.09                                     |
| العاصمة                                                   | بورتو نوفو      | سان خوسيه                                 |
| اللغة الرسمية                                             | لغة فرنسية      | اللغة الإسبانية                           |
| العملة                                                    | فرنك غرب أفريقي | كولون كوستاريكي                           |
| الناتج المحلي الإجمالي (بليون دولار)                      | 9.27 مليار      | 57.06 مليار                               |
| الناتج المحلي الإجمالي (تعادل القوة الشرائية) بليون دولار | 22.38 مليار     | 74.98 مليار                               |
| الناتج المحلي الإجمالي الاسمي للفرد دولار أمريكي          | 762             | 11.26 ألف                                 |
| الناتج المحلي الإجمالي للفرد دولار أمريكي                 | 2.03 ألف        | 14.92 ألف                                 |
| مؤشر التنمية البشرية                                      | 0.480           | 0.766                                     |
| رمز المكالمات الدولي                                      | +229            | +506                                      |
| رمز الإنترنت                                              | .bj             | .cr، قائمة نطاقات المستوى الأعلى للإنترنت |
| المنطقة الزمنية                                           | ت ع م+01:00     | 00                                        |

## منظمات دولية مشتركة
يشترك البلدان في عضوية مجموعة من المنظمات الدولية، منها:
| علم المنظمة | اسم المنظمة                               | تاريخ انضمام بنين | تاريخ انضمام كوستاريكا |
| ----------- | ----------------------------------------- | ----------------- | ---------------------- |
|             | الاتحاد البريدي العالمي                   | ?                 | ?                      |
|             | يونسكو                                    | 18 أكتوبر 1960    | 19 مايو 1950           |
|             | البنك الدولي للإنشاء والتعمير             | 10 يوليو 1963     | 8 يناير 1946           |
|             | منظمة التجارة العالمية                    | ?                 | ?                      |
|             | وكالة ضمان الاستثمار متعدد الأطراف        | 26 سبتمبر 1994    | 8 فبراير 1994          |
|             | الاتحاد الدولي للاتصالات                  | 1961              | 13 سبتمبر 1932         |
|             | منظمة الشرطة الجنائية الدولية             | ?                 | ?                      |
|             | مؤسسة التمويل الدولية                     | 5 فبراير 1987     | 20 يوليو 1956          |
|             | الأمم المتحدة                             | 20 سبتمبر 1960    | 2 نوفمبر 1945          |
|             | مؤسسة التنمية الدولية                     | 16 سبتمبر 1963    | 30 يونيو 1961          |
|             | منظمة حظر الأسلحة الكيميائية              | ?                 | ?                      |
|             | المركز الدولي لتسوية المنازعات الاستشارية | 14 أكتوبر 1966    | 27 مايو 1993           |

## وصلات خارجية
- موقع وزارة الخارجية الكوستاريكية